# Stictopisthus sagamensis
Stictopisthus sagamensis är en stekelart som beskrevs av Lee och Suh 1993. Stictopisthus sagamensis ingår i släktet Stictopisthus och familjen brokparasitsteklar. Inga underarter finns listade i Catalogue of Life.